# 48607 Yamagatatemodai
48607 Yamagatatemodai è un asteroide della fascia principale. Scoperto nel 1995, presenta un'orbita caratterizzata da un semiasse maggiore pari a 2,7115939 UA e da un'eccentricità di 0,2844864, inclinata di 10,32441° rispetto all'eclittica.